# Ciriaco Sforza
Ciriaco Sforza, conocido como Ciri (2 de marzo de 1970), es un exfutbolista suizo-italiano, actualmente ejerce de entrenador. Se desempeñaba como centrocampista y su último club fue el FC Kaiserslautern.

## Biografía
Nacido en Wohlen, Sforza empezó jugando en el club de su ciudad natal, el FC Wohlen, fichando en 1989 por el FC Aarau. En ese equipo, le bastó sólo una temporada para convertirse en uno de los jugadores más deseados de Suiza, así que en 1990 fichó por el Grasshoppers, y al año siguiente debutó con la selección de fútbol de Suiza.
En 1993, Sforza fichó por el FC Kaiserslautern de Alemania y pronto se ganó la reputación de ser uno de los mejores centrocampistas de la Bundesliga alemana. Tras dos temporadas en el club de Kaiserslautern, Sforza fichó por el gigante germano del Bayern de Múnich junto a Jürgen Klinsmann. Por aquellos tiempos, conflictos entre el capitán Lothar Matthäus y el propio Klinsmann hicieron que el clima del club bávaro fuera muy tenso, por ello fue apodado FC Hollywood. Sin embargo, ese año el Bayern logró ganar la Copa de la UEFA con Ciri Sforza como pilar del equipo.
Tras una temporada convulsa, Sforza se mudó al Calcio italiano fichando por el Inter de Milán, como petición expresa del entrenador Roy Hodgson. Sforza tuvo muchos problemas de aclimatación al equipo y se convirtió en un habitual del banquillo. Para la siguiente temporada (1997-98), Sforza regresó a la Bundesliga fichando por su antiguo club, el FC Kaiserslautern.
Sforza fue recibido como un ídolo, y pese a que el Kaiserslautern había acabado de ascender desde la 2. Bundesliga, ganó el campeonato alemán de la temporada 1997-98, logrando acabar delante del todopoderoso Bayern de Múnich.
En el año 2000, Sforza regresó al Bayern dándole otra oportunidad al club. En un equipo plagado de estrellas, Sforza se vio relegado al banquillo y su participación en las dos temporadas que permaneció en el equipo fueron muy escasas, a pesar de lo cual ganó una UEFA Champions League y la Bundesliga en el 2001. En el 2002 y tras finalizar su contrato con el Bayern, regresó por tercera vez al Kaiserslautern. Problemas con lesiones y escándalos hicieron su tercer paso por el club no tan recordado como los dos anteriores. Finalmente, se retiró del fútbol profesional el verano de 2006.

### Vida personal
Ciri Sforza está casado y tiene dos hijos.

## Clubes

### Jugador
| Club              | País     | Año       | Partidos | Goles |
| FC Aarau          | Suiza    | 1989-1990 | 22       | 3     |
| Grasshoppers      | Suiza    | 1990-1993 | 75       | 7     |
| FC Kaiserslautern | Alemania | 1993-1995 | 61       | 15    |
| Bayern de Múnich  | Alemania | 1995-1996 | 30       | 2     |
| Inter de Milán    | Italia   | 1996-1997 | 26       | 1     |
| FC Kaiserslautern | Alemania | 1997-2000 | 91       | 4     |
| Bayern de Múnich  | Alemania | 2000-2002 | 35       | 1     |
| FC Kaiserslautern | Alemania | 2002-2006 | 47       | 1     |

### Entrenador
| Club         | País  | Año       |
| ------------ | ----- | --------- |
| FC Luzern    | Suiza | 2006-2008 |
| Grasshoppers | Suiza | 2009-2012 |
| FC Wohlen    | Suiza | 2014-2015 |
| FC Thun      | Suiza | 2015-     |

## Palmarés
Grasshoppers
- Super Liga Suiza: 1990-91

FC Bayern de Múnich
- Bundesliga: 2000-01
- Copa de la UEFA: 1996
- UEFA Champions League: 2001
- Copa Intercontinental: 2001

1. FC Kaiserslautern
- Bundesliga: 1997-98

- Datos: Q372858
- Multimedia: Ciriaco Sforza / Q372858